# Szuhakálló
Szuhakálló község Borsod-Abaúj-Zemplén vármegyében, a Kazincbarcikai járásban.

## Fekvése
A Borsodi-dombság keleti peremén, a Szuha-patak völgyében fekszik 140 méteres magasságban, Miskolctól 25 kilométerre északra, Kazincbarcikától 5 kilométer távolságra.

### Megközelítése
A település a 2604-es és a 2605-ös utak találkozásánál fekszik, határszélét érinti még a 2609-es út is. Területét érinti a Kazincbarcika–Rudabánya-vasútvonal és a megszüntetett Kazincbarcika–Rudolftelep-vasútvonal is; keleti szomszédjával, Múcsonnyal közös megállóhelyét (Szuhakálló-Múcsony megállóhely) közúton a 2605-ös útból a két település határvidékén dél felé kiágazó 26 305-ös számú mellékút szolgálja ki.

## Nevének eredete
Egyes források szerint a kallózó, ványoló vízimalomra vezethető vissza a név, amit a kender feldolgozása során használtak.

## Története
Első írásos említése 1317-ből származik, Carlon, Karlou, Karlo alakban. A település a Rátót nemzetséggel rokon Jolsvai család birtoka volt. 1356-ban itt tartották Borsod vármegye nemesi gyűlését.
A 15. században vámszedőhely, a Jolsvai család kihalása után a Rédey és Thornai család is igényt tartott rá. Ez idő tájt saját malma volt a Sajón, írásban Karlow, Karloy, Kallo néven emlegetik. A török időkben a törökök többször kifosztották a falut, 1555-ben leégett, majd a harcok után a környéken pusztító pestisjárvány is elérte. Egészen a 17. századig pusztaként tartották számon, ekkor a régi településtől északabbra, a Szuha patak mellett épült újjá, ahol a Sajó áradásai elől is menedéket találtak. Ekkor már Kálló a falu neve, mely később (1783) a területén keresztülfolyó patak után Szuhakállóra módosult.
A 19.–20. században a fő megélhetési forrást a szénbányászat (barnaszén) jelentette. Az első bányákat 1869-ben nyitották meg (Kisházy Kálmán, Kantner Adolf), de a várt siker elmaradt. A szénbányákat ettől kezdve a második világháborúig a kereslet függvényében hol megnyitották, hol bezárták. A bányászat csak az államosításokat követően lendült fel, ekkor nyitották meg a Szeles aknákat, amiket egészen a rendszerváltásig aktívan használtak.
1952. december 15-én az I-es aknán történt vízbetörés volt a magyar szénbányászat egyik legsúlyosabb balesete. Tizenheten rekedtek a föld alatt (mentésük sikerrel járt), illetve hárman vesztették életüket. A balesetről Fábri Zoltán rendezésében 1954-ben film is készült Életjel címmel.
1969-ben a község a múcsonyi tanács igazgatása alá került, önállóságát 1991-ben nyerte vissza.

## Közélete

### Polgármesterei
- 1990–1994: Tinyó Ottó (független)[3]
- 1994–1998: Tinyó Ottó (független)[4]
- 1998–2002: Tinyó Ottó (független)[5]
- 2002–2006: Tinyó Ottó (független)[6]
- 2006–2010: Tinyó Ottó (független)[7]
- 2010–2014: Dávid István (független)[8]
- 2014–2016: Dávid István (független)[9]
- 2016–2019: Dávid István (független)[10]
- 2019–2024: Dávid István (független)[11]
- 2024– : Dávid István (független)[1]

A településen 2016. november 27-én időközi polgármester-választást tartottak, az előző polgármester lemondása miatt. Lemondása ellenére Dávid István elindult a választáson, és meg is nyerte azt.

## Népesség
| év   | lakó  |
| ---- | ----- |
| 1990 | 1 027 |
| 1995 | 986   |
| 2000 | 975   |
| 2005 | 1 044 |
| 2010 | 991   |
| 2015 | 935   |
| 2018 | 879   |
|      |       |

A település népességének változása:
| Lakosok száma | 993  | 958  | 935  | 893  | 973  | 951  | 942  |
|               | 2013 | 2014 | 2015 | 2021 | 2022 | 2023 | 2024 |

2001-ben település lakosságának 98%-a magyar, 2%-a cigány nemzetiségűnek vallotta magát.
A 2011-es népszámlálás során a lakosok 89,4%-a magyarnak, 10% cigánynak, 0,3% németnek mondta magát (10,6% nem nyilatkozott; a kettős identitások miatt a végösszeg nagyobb lehet 100%-nál). A vallási megoszlás a következő volt: római katolikus 23,2%, református 11,8%, görögkatolikus 32,6%, evangélikus 0,6%, felekezeten kívüli 11,6% (19,6% nem válaszolt).
2022-ben a lakosság 91,6%-a vallotta magát magyarnak, 9,2% cigánynak, 0,3% németnek, 0,3% lengyelnek, 0,1-0,1% ukránnak, szlovénnek és ruszinak, 2% egyéb, nem hazai nemzetiségűnek (8,4% nem nyilatkozott; a kettős identitások miatt a végösszeg nagyobb lehet 100%-nál). Vallásuk szerint 12,9% volt római katolikus, 9,9% református, 21,6% görög katolikus, 0,8% egyéb keresztény, 0,3% evangélikus, 13,2% felekezeten kívüli (40,6% nem válaszolt).

## Nevezetességei
- Görögkatolikus templom. 1924-ben épült, az ikonosztáza 2010-ben készült el.
- Kisnemesi lakóház. Egy Geöcze nevű kisnemes építtette 1831-ben, későbarokk stílusban. Terméskő falazatú, szarufás tetőszerkezetű, a csonkakontyolt nyeregtetőt cserép fedi. A szimmetrikus főhomlokzat közepén nagy, félköríves, kőkeretes kapu, amely gazdagon díszített két fa kapuszárnnyal két csehsüveg boltszakaszos kapualjba nyílik. A kaputól kétoldalt 3-3 toszkán pilaszter között 2-2 egyenes záródású ablak. A boltozatos kocsialáhajtóból jobbra és balra egy-egy szobába juthatunk, melyekből kisebb mellékterek nyílnak. A lakóház alatt hosszan elnyúló boltozatos kőpince található. A rendkívül esztétikus megjelenésű lakóház a borsodi kisnemesi építészet érdekes és sajátos példája.

## Híres szuhakállóiak
- Itt született Tüdős Ferenc vegyész, akadémikus (1931–1998).
- Itt született és 1994-ig itt élt Csorba Piroska költő, pedagógus (1952–2024), a Miskolci Herman Ottó Gimnázium tanára.